# Leslie Hope
Pour les articles homonymes, voir Hope.
Leslie Hope est une actrice, réalisatrice et productrice canadienne, née le 6 mai 1965 à Halifax (Nouvelle-Écosse). Elle est notamment connue pour le rôle de Teri Bauer, la femme de Jack Bauer, dans la première saison de la série 24 heures chrono.

## Biographie
Leslie Hope est diplômée de l'université de St Michaels de Victoria (Colombie-Britannique) en 1982. Elle a été mariée avec Jamie Angell de 1994 à 1996 et ils ont eu un fils : Mackenzie.
Son père, Frank, était un officier de la marine, elle a donc beaucoup déménagé avec sa famille pendant son enfance. À 15 ans, sa famille s'est déplacée en Italie et elle est entrée dans un internat. Mais plutôt que de devenir avocate, elle a annoncé son intention de devenir actrice.
Peu de temps après, son école est devenue le lieu d'un tournage dans lequel elle a tenu un petit rôle. Un des membres de l'équipe lui fit rencontrer John Cassavetes qui lui écrit un petit rôle dans Love Streams.
Elle s'installa alors à Los Angeles pour travailler dans l'équipe de John Cassavetes et apprendre tout ce qu'elle pouvait sur le milieu du cinéma. Elle fonda sa propre compagnie de théâtre The Wilton Project avec un associé et la dirigea pendant dix ans. En parallèle elle continua à jouer, diriger et à produire.
Dans son temps libre, elle aime voyager dans des pays tels que le Pérou, Cuba et la Turquie. Elle a également effectué des voyages en Islande, en Chine et dans la jungle équatorienne, où elle a vécu avec une tribu indigène.

## Filmographie

### Réalisateur

#### Télévision
- 2011 - 2019 : Les Enquêtes de Murdoch
  - Pirates of the Great Lakes (2019)
  - Secrets and Lies (2018)
  - Le grand orignal blanc (The Great White Moose) (2018)
  - Crabtree à la Carte (2018)
  - Le Jeune Monsieur Lovecraft (Master Lovecraft) (2017)
  - Le Sanctuaire des déesses (Hades Hath No Fury) (2017)
  - Un monde en noir et blanc (Colour Blinded) (2016)
  - Sur écoute (Dial M for Murdoch) (2011)

### Cinéma
- 1981 : Ups & Downs
- 1984 : Love Streams

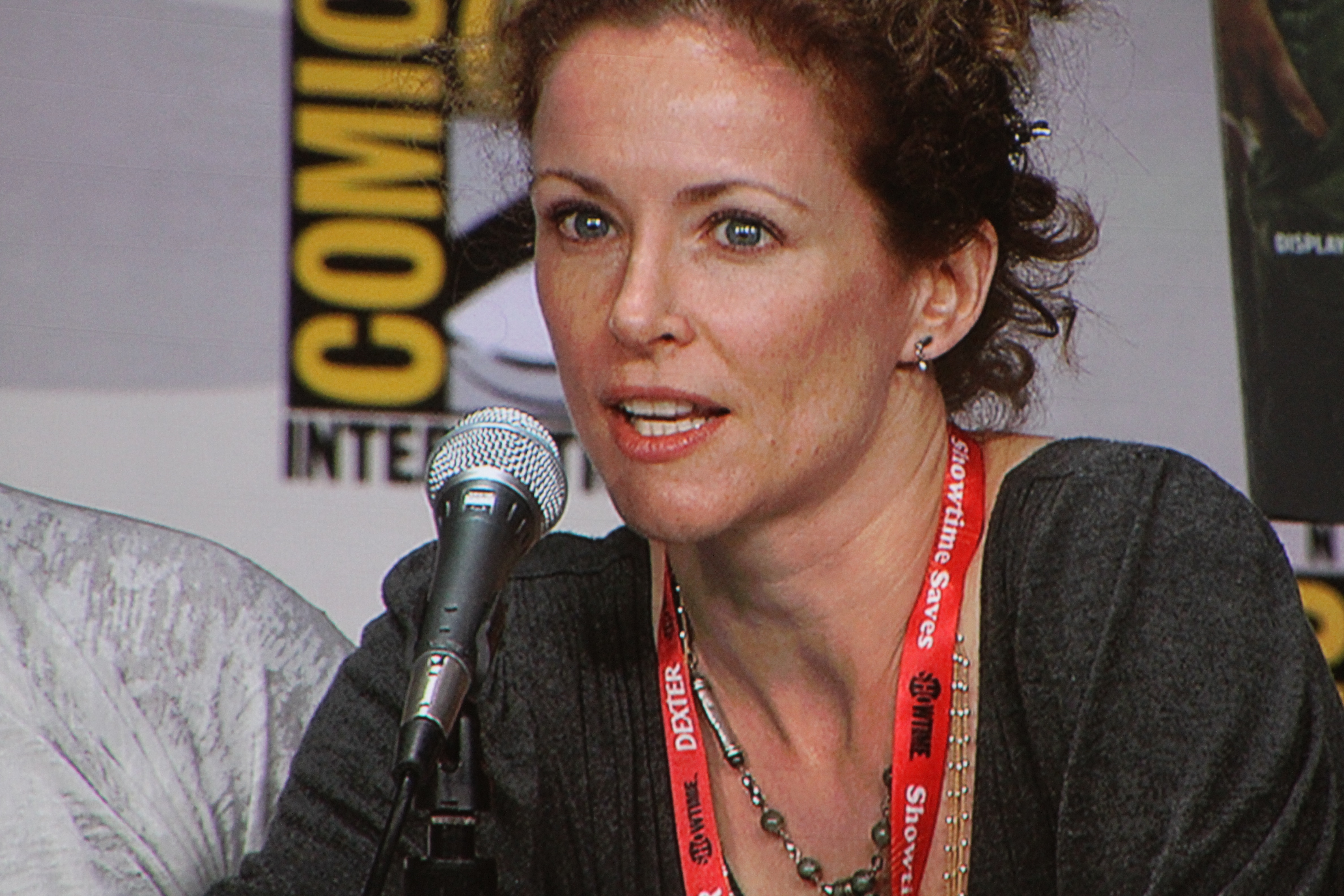
Au Comic-Con de San Diego, en juillet 2011.

- 1986 : The Education of Allison Tate
- 1988 : It Takes Two
- 1988 : Kansas
- 1990 : Men at Work
- 1991 : The Big Slice
- 1992 : The Dance Goes On
- 1993 : Doppelganger (Le Double Maléfique)
- 1993 : Sweet Killing
- 1993 : Paris, France
- 1994 : Machination infernale (Schemes)
- 1994 : Fun
- 1994 : Cityscrapes: Los Angeles
- 1994 : Boozecan
- 1996 : First Degree
- 1997 : Seigneur des ténèbres
- 1998 : Malin comme un singe (Summer of the Monkeys)
- 1999 : Water Damage
- 1999 : The Life Before This
- 2000 : Double arnaque (Double Frame)
- 2000 : Bruiser
- 2000 : The Spreading Ground
- 2001 : Un bébé à tout prix (Stolen Miracle)
- 2002 : Apparitions (Dragonfly
- 2005 : The Fix : Leslie
- 2008 : Never Back Down : Margot Tyler
- 2009 : Formosa Betrayed : Lisa Gilbert
- 2015 : Crimson Peak : Mrs. McMichael

### Télévision
- 1984 : All the Kids Do It (téléfilm)
- 1985 - 1986 : Côte Ouest (Knots Landing) (feuilleton télévisé)
- 1985 : Berrenger's (feuilleton télévisé)
- 1986 : Sword of Gideon (téléfilm)
- 1987 : Rick Hunter (Hunter) (série télévisée) : Julie Lawrence (episode 3.14)
- 1988 : Tales from the Hollywood Hills: Golden Land (téléfilm)
- 1988 : Les Orages de la guerre (War and Remembrance) (feuilleton télévisé)
- 1988 : Conversations nocturnes (Talk Radio) : Laura
- 1989 : Ask Me Again (téléfilm)
- 1990 : Working Tra$h (téléfilm)
- 1991 : Le Goût du vrai (True Confections) (téléfilm)
- 1993 : Défense traquée (Caught in the Act) (téléfilm)
- 1994 : SeaQuest, police des mers (SeaQuest DSV) (série télévisée)  : Marie Piccolo (episode 2.5)
- 1994 : La Vie à cinq (Party of Five) (série télévisée) dans le rôle de Meg (episode 1.13)
- 1995 : L'Ange de la vengeance (The Avenging Angel) (téléfilm)
- 1995 : Shadow-Ops (téléfilm)
- 1996 : Rowing Through
- 1996 : La Mort en héritage (The Conspiracy of Fear) (téléfilm)
- 1996 : Pâques sanglantes (Seduced by Madness: The Diane Borchardt Story) (téléfilm)
- 1996 : Écran noir à la tour de contrôle (Blackout Effect) (téléfilm)
- 1996 : Demain à la une (Early Edition) (série télévisée) : Meredith Carson (episodes 1.4 & 1.9)
- 1998 : Le Mariage à tout prix (This Matter of Marriage) (téléfilm)
- 1998 : Chicago Hope: La Vie à tout prix (Chicago Hope) (série télévisée) : Vicki Slater (episodes 4.15 & 5.14)
- 1998 : Star Trek: Deep Space Nine (série télévisée) : Kira Meru (episode 6.17)
- 1999 : Dead Aviators (téléfilm)
- 1999 - 2000 : Au-delà du réel : l'aventure continue (The Outer Limits) (série télévisée) : Darcy Kipling et Weatherman (épisodes 5.1 et 6.19)
- 1999 : Ultime Recours (Vengeance Unlimited) (série télévisée) : Mrs. Thomas (episode 1.15)
- 2000 : RoboCop 2001 (Robocop: Prime Directives) (feuilleton télévisé)
- 2000 : Amy (Judging Amy) (série télévisée) : Docteur Amanda Kubiak  (episode 1.17)
- 2000 : Unité 9 (Level 9) (série télévisée) : Grace Bishop / Gina Bartholomew (épisode 1)
- 2001 : L'Ultime Refuge (Sanctuary) (téléfilm)
- 2001 : 24 heures chrono (24) (série télévisée), saison 1
- 2001 : Washington Police (The District) (série télévisée) : Agent Special Grace Curry (episodes 1.22 & 1.23)
- 2003 : The Death and Life of Nancy Eaton (téléfilm)
- 2003 : Un amour inattendu (An Unexpected Love) (téléfilm)
- 2003 : L'Incroyable Mme Richie (The Incredible Mrs. Ritchie) (téléfilm)
- 2003 : Line of Fire (série télévisée)
- 2004 : Human Cargo (feuilleton télévisé)
- 2004 : Meltdown (téléfilm)
- 2004 : Open Heart (série télévisée)
- 2004 : H2O (série télévisée)
- 2005 : Hunt for Justice (téléfilm)
- 2005 : Eyes (Eyes) (série télévisée) : Nana Burgess (épisode 1.7)
- 2005 : Dr House (House, M.D.) (série télévisée) : Victoria Madsen (épisode 1.10)
- 2005 : The Eleventh Hour (série télévisée) : Moira Seagull (épisode 3.10)
- 2006 : Runaway dans le rôle de Lily Rader (épisode pilote)
- 2006 : Karol, un Papa rimasto uomo (téléfilm) : Julia Ritter
- 2006 : Everwood (série télévisée) : Laurie Fields ((épisodes 4.10, 4.11 et 4.12))
- 2006 : Commander in Chief (série télévisée) : Melanie Blackston
- 2007 : Intime Danger (Don't Cry Now) (téléfilm) : Bonnie
- 2009 - 2010 : Mentalist (série télévisée) : Krystina Frye
- 2010 : Péchés de jeunesse (Seven Deadly Sins) (téléfilm) : Le Shérif
- 2012 : The River (série télévisée) : Tess Cole
- 2013 : Revolution (série télévisée) : Présidente de la Georgie - Kelly
- 2013 - présent : NCIS (série télévisée) : SecNav Sarah Porter
- 2014 : The Strain : Joan Luss
- 2015 : Blue Bloods : Anne Farrell
- 2015 : Jesse Stone: Lost in Paradise : Lt. Sydney Greenstreet
- 2015 : NCIS : Nouvelle-Orléans : SecNav Sarah Porter
- 2016 : Suits : procureur Anita Gibbs
- 2016 : Les Enquêtes de Murdoch : Elizabeth Cummersworth / Elizabeth Pym (épisode 9.12)
- 2017 : Slasher (série télévisée) : Judith

## Distinctions
Sauf indication contraire, les informations mentionnées dans cette section peuvent être confirmées par la base de données cinématographiques IMDb,  présente dans la section « Liens externes ».

### Récompenses
- 2008 : 
  - Accolade Competition du meilleur documentaire court pour What I See When I Close My Eyes (2007).
  - HDFest du meilleur documentaire en HD pour What I See When I Close My Eyes (2007).
  - Humboldt International Film Festival du meilleur documentaire pour What I See When I Close My Eyes (2007).
- 2010 : HDFest du meilleur court-métrage comique pour Gaykeith (2010).
- 2011 : Mexico International Film Festival du meilleur film court pour Gaykeith (2010).

### Nominations
- 2002 : Online Film & Television Association Awards de la meilleure actrice dans une série télévisée dramatique pour 24 heures chrono (24) (2001).
- 9e cérémonie des Screen Actors Guild Awards 2003 : Meilleure distribution pour une série dramatique pour 24 heures chrono (24) (2001) partagée avec Reiko Aylesworth, Xander Berkeley, Carlos Bernard, Jude Ciccolella, Sarah Clarke, Elisha Cuthbert, Michelle Forbes, Laura Harris, Dennis Haysbert, Penny Johnson Jerald, Phillip Rhys Chaudhary, Kiefer Sutherland et Sarah Wynter.
- 2012 : New York City International Film Festival de la meilleure actrice dans un court-métrage pour Mindfield (2011).

## Voix françaises
En version française
| - Véronique Augereau dans : - 24 heures chrono (série télévisée) - NCIS : Enquêtes spéciales (série télévisée) - Line of Fire (série télévisée) - L'Incroyable Mme Richie (Téléfilm) - Un amour inattendu (Téléfilm) - Commander in chief (série télévisée) - Runaway (série télévisée) - Intime Danger (Téléfilm) - Pluie acide (Téléfilm) - Les enquêtes de Murdoch (série télévisée) - Dr House (série télévisée) - Mentalist (série télévisée) - Jesse Stone : L'Enfant disparu (Téléfilm) - Castle (série télévisée) - Blue Bloods (série télévisée) - Péchés de jeunesse (Téléfilm) - Off the Map (série télévisée) - Suits : Avocats sur mesure (série télévisée) - The River (série télévisée) - Revolution (série télévisée) - The Strain (série télévisée) - Tyrant (série télévisée) - Jesse Stone : Lost in Paradise (Téléfilm) - Crimson Peak - Aftermath (série télévisée) - Station 19 (série télévisée) | et aussi - Michèle Lituac dans Les Orages de la guerre (mini-série) - Audrey d'Hulstère dans Slasher : Les coupables (série télévisée) |